# American Son (film 2019)
American Son è un film del 2019 diretto da Kenny Leon.
La pellicola interpretata da Kerry Washington, Steven Pasquale, Jeremy Jordan ed Eugene Lee, è basata sull'omonimo dramma di Broadway.

## Trama
American Son, ambientato in una stazione di polizia nel sud della Florida, racconta la storia di Kendra Ellis-Connor e Scott Connor, coppia interrazziale e genitori di un adolescente scomparso. Insieme cercheranno di mettere insieme i pezzi della loro vita e della vita del loro figlio, che vive i disagi di un giovane di colore nella società di oggi.
Anche Steven Pasquale, Jeremy Jordan ed Eugene Lee riprendono i loro ruoli nell'adattamento che presenta quattro punti di vista distinti.

## Promozione
Il trailer è stato pubblicato il 23 settembre 2019.

## Distribuzione
Il film è stato presentato in anteprima al Toronto International Film Festival il 12 settembre 2019 ed è stato distribuito su Netflix il 1º novembre 2019.